# East Renfrewshire
L’East Renfrewshire (Siorrachd Rinn Friù an Ear en gaélique écossais) est une des 32 divisions administratives de l’Écosse.

## Circonscription
L’East Renfrewshire est frontalier du Renfrewshire et de Glasgow au nord, du South Lanarkshire à l’est, de l’East Ayrshire et du North Ayrshire à l’ouest. Cette région fut formée en 1996 sur les bases des districts de Eastwood et de Barrhead.
D’une superficie de 174 km², l’East Renfrewshire est la 28e division administrative par sa taille et la 24e par sa population (89 610 habitants). Sa capitale administrative est Giffnock.
Un élu représente l’East Renfrewshire au parlement de Grande-Bretagne et un autre au parlement écossais.
En 2001, une étude montrait que près de la moitié de la population juive d'Écosse vivait dans l'East Renfrewshire .

## Villes et villages
- Barrhead
- Busby
- Clarkston
- Eaglesham
- Giffnock
- Neilston
- Netherlee
- Newton Mearns
- Stamperland
- Thornliebank
- Waterfoot